# Saint-Griède
Saint-Griède è un comune francese di 140 abitanti situato nel dipartimento del Gers nella regione dell'Occitania.

## Società

### Evoluzione demografica
Abitanti censiti